# Walter Mik
Walter L. Mik (* 15. Mai 1951 in Dinslaken) ist ein ehemaliger deutscher akademischer Musikdirektor und war Leiter des ehemaligen Forums kulturelle Zusammenarbeit der Rheinischen Friedrich-Wilhelms-Universität Bonn.

## Leben

### Ausbildung
Walter L. Mik erhielt seine musikalische Ausbildung zunächst an der Gesamthochschule Duisburg, sowie den Konservatorien Duisburg (Folkwang Hochschule im Ruhrgebiet) und Düsseldorf (Robert-Schumann-Hochschule) in den Fächern Cello und Gesang. Die weitere Ausbildung erfolgte an der Hochschule für Musik und Tanz Köln und durch Meisterkurse bei Helmuth Rilling, Manfred Schreier, Laslo Heltay und anderen. Seine weitere dirigentische Ausbildung erfolgte am Konservatorium in Arnheim (ArtEZ) in den Niederlanden bei Joop Schets.

### Berufliche Laufbahn
Seine berufliche Laufbahn führte Walter L. Mik als Musikschulleiter in verschiedene Teile Deutschlands, unter anderem als Chor- und Musikschuldirektor zu den Hofer Symphonikern nach Bayern. Im Jahr 1990 wurde er schließlich als Akademischer Musikdirektor des Collegium Musicum an die Rheinische Friedrich-Wilhelms-Universität Bonn berufen. Bis 2012 war er dort für die Arbeit mit dem großen Sinfonieorchester und Chor der Universität verantwortlich. Mit diesen Ensembles trat er in den letzten Jahren sowohl in Bonn, Köln und weiteren Städten Deutschlands als auch auf zahlreichen Konzerttourneen in über zwanzig Ländern auf, unter anderem als weltweit erstes Orchester in Nordkorea. Darüber hinaus wurde er in dieser Zeit zu Dirigaten mit verschiedenen Amateur- und Profiensembles in Bulgarien, Belarus, Polen, USA, Niederlande, Zypern, Ägypten und Palästina eingeladen.
Seine Arbeit ist inzwischen durch mehrere CD-Einspielungen dokumentiert. Zu erwähnen sind hier besonders Aufnahmen mit dem Requiem von Johannes Brahms, die Ersteinspielung der Bonner Sinfonien von Joseph Touchemoulin und Mittelalterliche Musik aus Zypern. Neben seinen Bonner Aufgaben war Walter L. Mik als Lehrer an der Hochschule für Musik und Tanz Köln und mehrfach als Gastprofessor am „Cairo Conservatoire“ tätig.
In letzter Zeit nehmen Kooperationen mit dem Edward Said National Conservatory of Music in Palästina einen großen Raum ein und führten zu einem großen Projekt mit dem palästinensischen Jugendorchester und dem  Orchester der Bonner Universität in Ramallah, Jerusalem, Haifa, Amman und Damaskus.
2008 gründete er zusammen mit Studenten und Dozenten das inzwischen geschlossene Forum kulturelle Zusammenarbeit der Rheinischen Friedrich-Wilhelms-Universität Bonn, das seitdem 
Kooperationsprojekte studentischer Kulturgruppen initiierte, beriet und unterstützte. 
Neben den hauptberuflichen musikalischen Tätigkeiten hatte er Auftritte als Rezitator. Programme zum Thema Dadaismus, Melodram und sonstige Lyrik, immer in Verbindung mit Musik, kennzeichnen diese Arbeit.

## Diskografie
- Joseph Touchemoulin: Die sechs Bonner Sinfonien op. 1
- Johannes Brahms: Ein deutsches Requiem
- Eugen Roth: Liebes- und Lebensweisheiten
- Mahmud Darwisch: Warum hast du das Pferd allein gelassen?